# Prusíny
Prusíny (německy Prusing) jsou součástí obce Nebílovy. Na nevysokém návrší jihozápadně od Nebílov a na dohled od Netunice stojí kostel sv. Jakuba Většího s přilehlým hřbitovem, fara s hospodářskými budovami a bývalá škola. V roce 2013 byla v budově bývalé školy založena komunitní školka a škola Holubník (původně Luční školka Prusíny) pro rodiny vzdělávající děti individuálně, mimo školský systém.

## Historie
Z archeologických nálezů vyplývá, že území dnešních Prusín bylo osídleno již před více než tisícem let. Historicky první výkop zde byl proveden roku 1962 a byly odhaleny celkem dva objekty sídliště slovanské kultury a tři objekty mohylové kultury, pravděpodobně z období doby bronzové. Ve 14. století je často zmiňován kostel sv. Jakuba Většího, s přidruženou farou a školou, který je v současnosti hlavní dominantou Prusín. Fara i škola ale při husitských válkách zanikly, až po dlouhé době byla fara znovu obnovena a na základě nařízení Marie Terezie se obnovy dočkala i škola. Nakonec v roce 1980 ale budova školy stejně přestala sloužit svému účelu.

## Památky

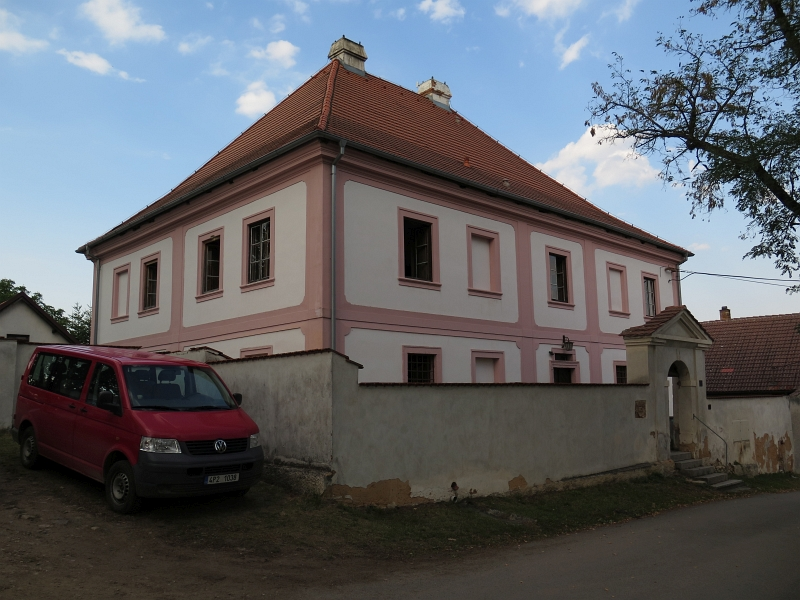
Fara (č.p. 36)

- Kostel sv. Jakuba Většího: pravděpodobně byl založen již roku 1366. Po roce 1384 se u něj nacházela i fara. Současná stavba se ale od té původní značně liší, zrekonstruována byla v roce 1722 podle plánů architekta Františka Maximilána Kaňky, který filiální kostel přestavěl na kostel barokní.[2] Dva oltáře z roku 1700 byly převezeny do kaple sv. Antonína v Nebílovech. Kostel[3] i fara[4] jsou chráněny jako kulturní památky.
- Hřbitov: Prusíny byly místem pohřbívání pro lidi, kteří si „nezasloužili“ pohřeb u skutečného křesťanského kostela; sebevrahy, nekřtěné, ateisty...[2] Hřbitov slouží v současné době svému účelu a poprvé byl rozšiřován roku 1905.

## Rodáci
- Jan Hajšman (1882–1962) – publicista a novinář